# 九四式工作機
九四式工作機は大日本帝国陸軍が開発し制式化した野戦工作車である。本機は工作車に付随車を連結して工作機と呼んだ。ほぼ同一の派生型に九七式工作機がある。これらは機力器材として開発され、工兵器材の野戦修理、部品の現地急造を可能としている。移動後すみやかに工場として機能した。

## 配備
一般工兵の全体的な機械化はごく一部にとどまった。昭和15年の工兵学校における研究では、工兵連隊に対して自動貨車20輌、および工作車ほか6種類の自走式作業機を配備するよう結論が出された。しかし昭和17年の工兵第四連隊の再編成のほかは実施がなされていない。
昭和14年編成の独立工兵第二十五連隊では九七式工作車1輌、ほか機力器材を数輌、装備した。昭和16年2月の中部第四十一部隊器材中隊には、乗用車1輌、自動貨車9輌、空気圧縮車1輌、発電機車1輌、工作車2輌、溶接切断機1輌、製材機7輌、力作機1輌が配備されていた。昭和14年4月、陸軍省機械課の作成書類である『昭和十四年度初度調弁器材表』では九七式工作車22輌の整備が予定された。昭和15年4月には調達器材表において九七式工作車甲41輌の整備が予定された。

## 構造
九四式工作機は工作車と牽引式の付随車から構成される。全備重量は8.8t。
工作車は1.5t積みの軽六輪自動貨車を改造、修理と生産に必要な工具類一式を搭載した。工作車は重量5.9t。前方に機関室、その後方に運転席を設け、この後方はすべて設備と工作用のスペースにあてられている。工作スペースの側板と幌はそれぞれ車体の左右に開放し、側板は足場とすることができた。設備内容は5キロ発電機、電動鞴（ふいご）、万能旋盤、電動鑽孔機（ドリル）、作業台、諸工具、電動研磨機、切断機、充電機、投光器、照明灯甲乙、室内灯。ほか鍛工具が搭載された。
重量2.9tの付随車には付属品、予備品、材料を搭載し、また8名分の座席が設けられた。この構成は九七式工作機でも同様であるが、相違点は付随車の牽引を行わない点である。運動性は一般の六輪自動車と同等であった。